# Májer Milán
Májer Milán (Budapest, 1999. június 28. –) magyar labdarúgó, a Nyíregyháza Spartacus középpályása.

## Pályafutása

### Klubcsapatokban
Májer a Tordas, Mustang és a Budapest Honvéd utánpótlásában nevelkedett. 2018 áprilisában mutatkozott be a magyar élvonalban, a Videoton csapata ellen lépett pályára csereként a 75. percben. A 2019-2020-as szezont a másodosztályú Gyirmót csapatánál töltötte kölcsönben, ahol az első mérkőzésén góllal debütált a Siófok ellen. A következő szezonra ismét kölcsönadták, ezúttal a másik győri együtteshez, a szintén második vonalban szereplő ETO-hoz. Itt is alapember lett, hiszen az összes bajnokin pályára lépett, emellett 6 gólt is szerzett. A 2021-2022-es szezonra visszatért a Honvédhoz, de itt csak perememberré vált és leginkább a tartalékcsapatban lépett pályára. 2022 nyarán szerződése lejártával a Zalaegerszeg csapatához igazolt.

#### Kecskemét
2023 februárjában a Kecskemét együttesénél folytatta a pályafutását. 2023. július 27-én kezdőként pályára lépett a Riga FC ellen 2–1-re megnyert Konferencia Liga selejtező mérkőzésen.
2025. február 15-én megszerezte az első NB I-es gólját az MTK ellen 5–0-ra megnyert találkozón.

### A válogatottban
Többszörös magyar utánpótlás-válogatott. 2011 júniusában nemzetközi tornán az U15-ös csapat lombardiai régió válogatottja elleni mérkőzésén mesterhármast ért el.
2018-ban mutatkozott be az U19-es válogatottban a görög csapat ellen, később még három mérkőzésen játszott. Az U21-es válogatottban két meccs jutott neki, a horvátok és szlovének ellen.

## Sikerei, díjai
Budapest Honvéd
- Magyar kupa ezüstérmes: 2018–19
- U19-es bajnokság második helyezett: 2017–18, 2018–19

Kecskemét
- Magyar labdarúgó-bajnokság ezüstérmes: 2022–23[10]

### Egyéni
- Magyarország jó tanulója – jó sportolója (2017)[11]